# Брокенбро, Джон
Джон Мерсер Брокенбро (John Mercer Brockenbrough) (1 августа 1830 — 24 августа 1892) — американский фермер и военный, полковник армии Конфедерации в годы гражданской войны.

## Ранние годы
Брокенбро родился в округе Ричмонд в штате Вирджиния, в семье полковника Мура Фонтлерой Брокенбро (1780—1845) и Сары Уоллер Смит. Его отец был участником войны 1812 года. В 1850 году Джон окончил вирджинский военный институт. 10 декабря 1856 года он женился на Остине Брокенбро. У Джона было 9 детей: Сара, Юджин, Остин, Джон, Эдвард, Бенжамен, Остина, Джейн и Френсис.

## Гражданская война
В самом начале войны Брокенбро стал полковником 40-го Вирджинского полка, который сражался в составе бригады Чарльза Филда. Он командовал полком во время Семидневной битвы, в частности, в сражении при Гейнс-Милл. Во время Северовирджинской кампании полк Брокенбро участвовал во втором сражении при Булл-Ран. Когда был ранен Чарльз Филд, то Брокенбро, как старший по званию, стал командовать всей бригадой Филда. Он оказался недостаточно пригоден к должности бригадного командира, и под его командованием бригада начала терять боеспособность. Первым его сражением в новой должности стало сражение при Шантильи, где атака его бригады была отбита.
Во время Мерилендской кампании бригада Брокенбро входила в состав «Лёгкой дивизии» Эмброуза Хилла. Она участвовала в осаде Харперс-Ферри, затем была переброшена под Шарпсберг, однако фактически не участвовала в знаменитой атаке «Лёгкой дивизии» в конце сражения при Энтитеме, находясь на дальнем правом фланге дивизии.
В декабре 1862 года во время сражения при Фредериксберге его бригада была брошена на ликвидацию прорыва в линии обороны, однако Брокенбро потерял контроль над бригадой, которая в итоге распалась на части. «Было очевидно, что знаменитая вирджинская бригада Филда пострадала от бездарного командования Брокенбро», писал Ларри Тагг. Бригада продолжала называться «бригадой Филда», а генерал Ли не собирался повышать Брокенбро в звании.
Весной 1863 года бригаду передали Генри Хету, а Брокенбро вернулся в полк, однако, после ранения генерала Хилла в сражении при Чанселорсвилле генерал Хет стал командиром дивизии, и бригаду снова передали Брокенбро, за неимением иного подходящего командира. К тому моменту бригада имела следующий состав:
- 40-й Вирджинский пехотный полк: кап. Томас Беттс
- 47-й Вирджинский пехотный полк: полк Роберт Майо
- 55-й Вирджинский пехотный полк: полк. Уильям Кристиан
- 22-й Вирджинский батальон: май. Джон Боулс

Она насчитывала 967 человек, однако уже около года находилась под временным командованием, и это плохо отразилось на её моральном облике.
В первый день сражения при Геттисберге бригада участвовала во второй атаке дивизии Хета на хребет Мак-Ферсона. Примерно в 14:30 она атаковала позиции федерального генерала Рея Стоуна и часть позиций «Железной бригады». Атака прошла довольно вяло, однако федералы в итоге отступили с хребта. Бригада потеряла около 100 человек. В этом бою погиб брат Джона Брокенбро, который принимал участие в сражении в звании капитана. Считается, что смерть брата так тяжело подействовала на Брокенбро, что он стал неспособен командовать бригадой и был заменен полковником Майо. Возможно, он был отстранен из-за неудовлетворительного командования во время атаки — точная причина неизвестна.
3 июля бригада Брокенбро участвовала в «Атаке Пикетта», где занимала левый фланг атакующей дивизии (которой теперь командовал Петтигрю). «размещение самой слабой бригады дивизии на самом важном для атаки участке — необъяснимо», писал по этому поводу Ларри Тагг. Бригада сильно пострадала от артиллерийского огня, затем попала под фланговый удар и в итоге отступила. Брокенбро отсутствовал в бригаде в этот момент. Однако, Ларри Тагг считал именно Брокенбро и его предыдущее командование главной причиной того, что бригада так слабо проявила себя в этой атаке. Однако, Стефан Сирс пишет, что Брокенбро присутствовал на поле боя, хотя командовал только двумя полками — 40-м и 22-м. Ни Брокенбро, ни полковник Майо не оставили рапорта.
…

## Послевоенная деятельность
После войны Брокенбро жил в Норфолке и Ричмонде. Его жена умерла в 1874 и 8 ноября 1877 года он женился в Норфолке на Кейт Корнелии Меллори (1838—1907). У них бы двое детей: Самуэль и Мэри.
Он умер в Ричмонде и был похоронен на кладбище Холливуд-Сементери.